# Literatura anglosajona

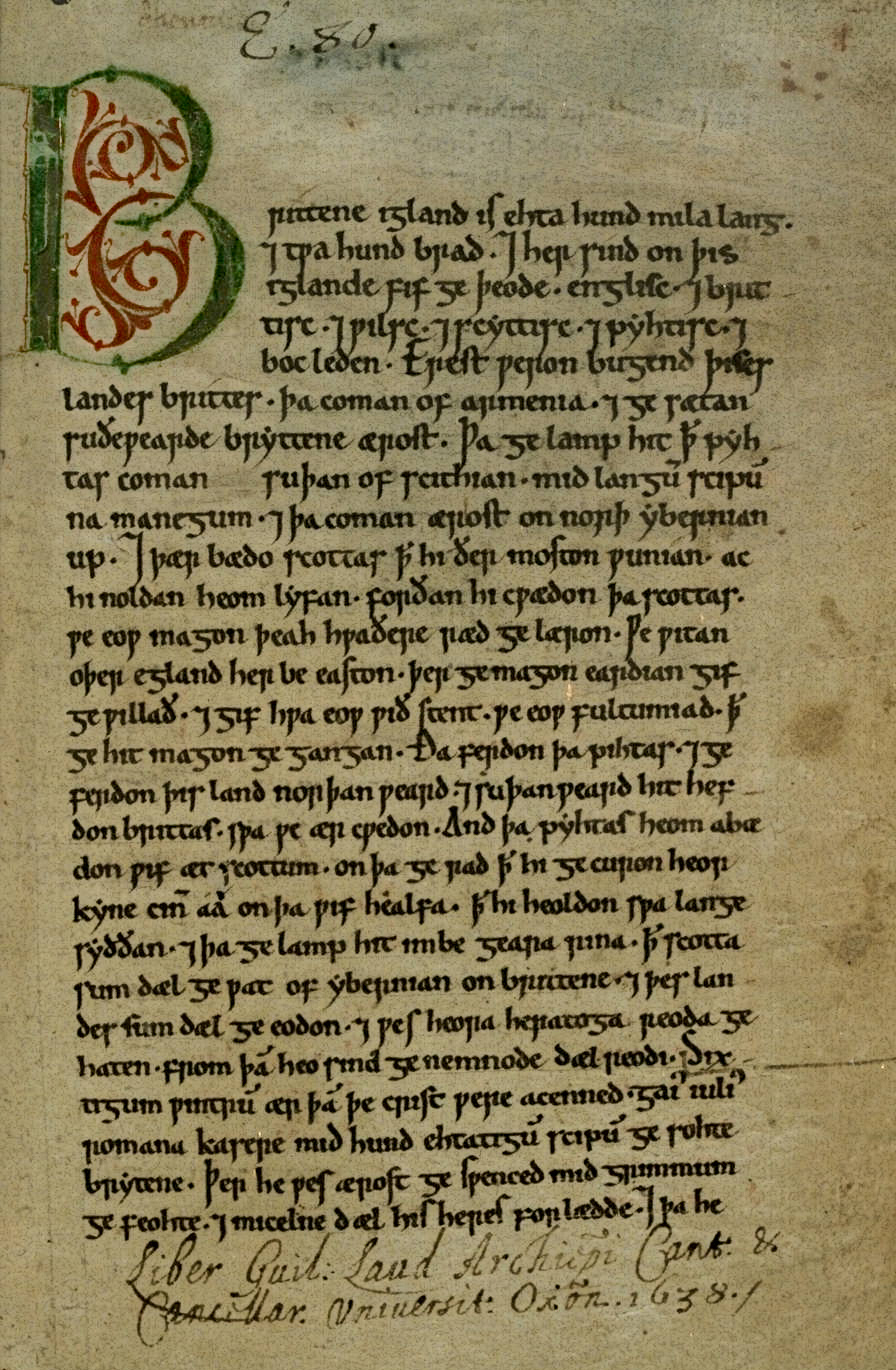
Página inicial de la Crónica de Peterborough, probablemente escrita alrededor del año 1150. Se trata de una de las principales fuentes de la Crónica Anglosajona.

La literatura anglosajona (o literatura en inglés antiguo) abarca la literatura escrita en anglosajón (inglés antiguo) durante los seiscientos años del período anglosajón de Gran Bretaña, desde mediados del siglo V hasta la conquista normanda de 1066. Estas obras pertenecen a géneros tan diversos como la poesía épica, hagiografía, sermones, traducciones de la Biblia, obras jurídicas, crónicas, conjuros, adivinanzas y otros. Se conservan en total unos 400 manuscritos de este período, un conjunto muy significativo que suscita el interés tanto del público como de los especialistas. 
Entre las obras destacadas de este período se encuentra el poema Beowulf, que ha alcanzado el rango de epopeya nacional en el Reino Unido. La Crónica Anglosajona es una colección de historia sobre la antigua Inglaterra. El poema Himno de Caedmon del siglo VII es uno de los textos más antiguos en idioma inglés.
La literatura anglosajona ha sido investigada desde distintas perspectivas a lo largo del tiempo. En el siglo XIX y principios del XX se centraban en la búsqueda de las raíces germánicas del inglés, más tarde se examinaron los méritos literarios, y hoy en día el interés radica en cuestiones paleográficas y en los manuscritos en sí, su datación, lugar de origen, autoría y en la búsqueda de conexiones entre la cultura anglosajona y el resto de Europa durante la Edad Media.

## Descripción
Se conserva un elevado número de manuscritos de los seiscientos años del período anglosajón, habiéndose escrito la mayor parte de ellos en los trescientos últimos (siglos IX-XI), tanto en latín como en lengua vernácula. La literatura anglosajona se encuentra entre las más antiguas lenguas vernáculas que se escribieron. El inglés antiguo comenzó a escribirse por pura necesidad práctica en las condiciones que resultaron de las invasiones danesas: los eclesiásticos estaban preocupados por la decadencia de la ilustración latina de tal manera que nadie podía leer esas obras. Del mismo modo, el rey Alfredo el Grande (849-899), queriendo restaurar la cultura inglesa, lamentó la penosa situación de la educación latina: 
"Estaba tan generalizada la decadencia [educativa] en Inglaterra que muy pocos a este lado del Humber podían...traducir una carta del latín al inglés; y creo que no había muchos más al otro lado del Humber" (Libro de la regla pastoral, introducción).
El rey Alfredo se dio cuenta de que, aunque pocos podían leer latín, muchos podían aún leer inglés antiguo. Entonces propuso que los estudiantes se formaran en inglés antiguo y aquellos que destacasen aprenderían después latín. De esta manera, muchos de los textos que han sobrevivido son típicamente educativos y orientados a los estudiantes.
En total quedan unos cuatrocientos manuscritos que contienen textos en inglés antiguo, 189 de ellos considerados de importancia. Estos manuscritos han sido muy valorados por los coleccionistas desde el siglo XVI, tanto por su valor histórico como por la belleza estética de sus letras, uniformemente espaciadas, y los elementos decorativos.
No todos los textos pueden ser considerados propiamente literarios, como las listas de nombres o los ensayos de escritura. Sin embargo, en muchos casos se conserva una obra realmente significativa, y por orden de cantidad, de mayor a menor, se conservan: sermones y vidas de santos (los más numerosos), traducciones de la Biblia; traducción de obras latinas de los primeros Padres de la Iglesia; crónicas anglosajonas y obras de historia narrativas; leyes, testamentos y otras obras jurídicas; obras prácticas sobre gramática, medicina, geografía; y, finalmente, pero no menos importante, poesía. 
Casi todos los autores anglosajones permanecen anónimos, con algunas excepciones.
La investigación del siglo XX se ha centrado en: la datación de los manuscritos (los eruditos del siglo XIX tendían a considerarlos más antiguos de lo que son); localizar dónde se crearon los manuscritos (había siete scriptoria principales en los que se originaron: Winchester, Exeter, Worcester, Abingdon, Durham, y dos en Canterbury: La Iglesia de Cristo y San Agustín); y en identificar los dialectos regionales que se usaron (northumbrio, mercio, de Kent y sajón occidental considerándose este último como el principal, la variante “clásica” del anglosajón). 

## Poesía

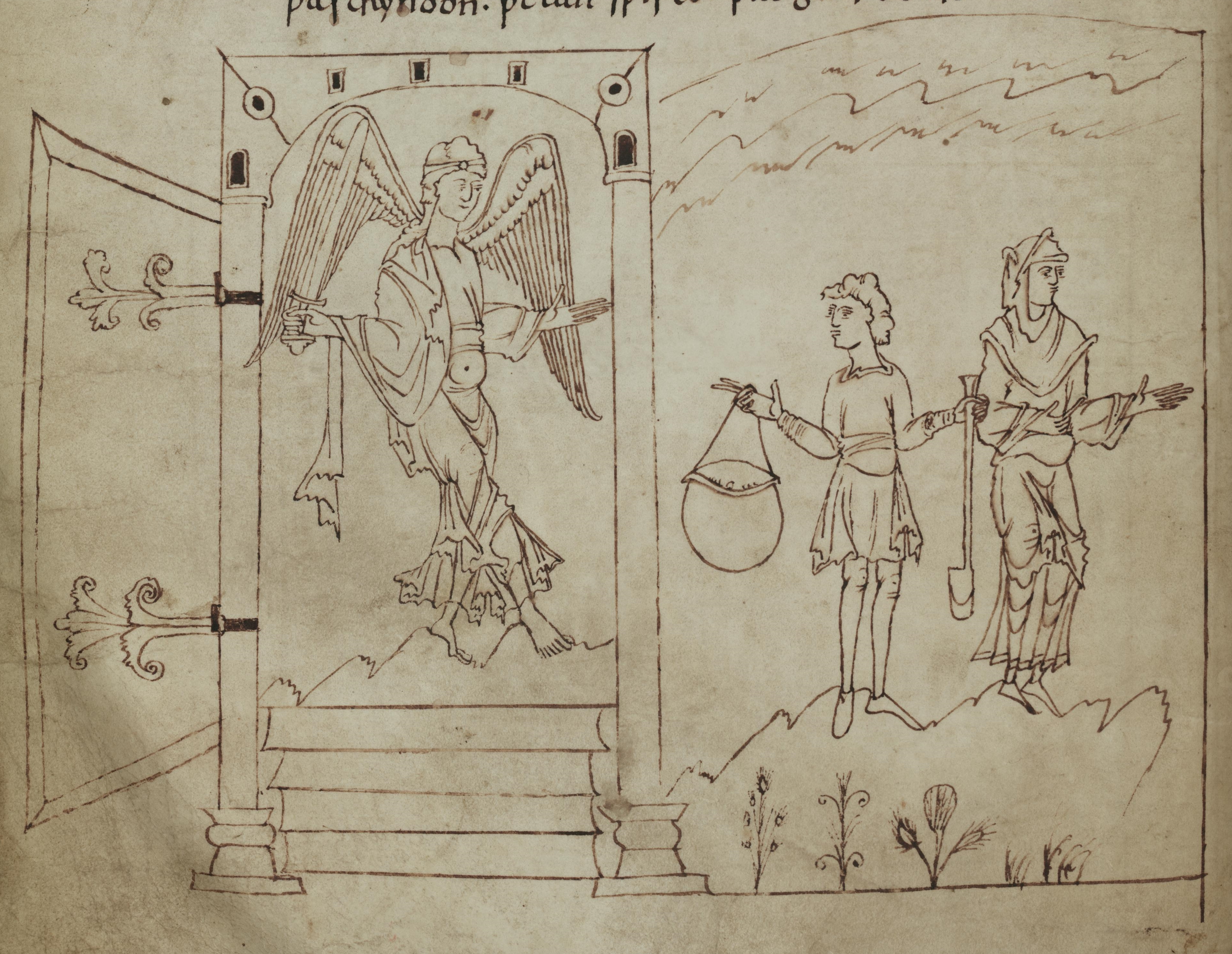
Ilustración de la pág. 46 del manuscrito Junios, en la que un ángel guarda las puertas del paraíso.

La poesía anglosajona es de dos tipos, la poesía germánica épica precristiana y la cristiana. Ha sobrevivido, en su mayor parte, gracias a cuatro manuscritos:
- Manuscrito Junius (Junius manuscript) , también conocido como manuscrito de Caedmon, es el primero. Es una antología poética ilustrada. Estos manuscritos de la Biblioteca Bodleiana en Oxford fueron donados por el estudioso holandés Francis Dujon o Junios, bibliotecario del conde de Arundel.
- Libro de Exeter (Exeter Book)  es el segundo. También es una antología, ubicada en la catedral de Exeter desde que fue a ella donada en el siglo XI por el obispo Leofric. Es un códice del siglo X escrito en el dialecto sajón occidental.
- Libro de Vercelli (Vercelli Book) , una mezcla de poesía y prosa; cómo llegó a aparecer en Vercelli, cerca de Milán (Italia) en 1882 es algo que aún no se sabe y se sigue debatiendo.
- Manuscrito Cotton (Cotton Vitellius A XV) , también llamado Novell Codex, que presenta una mezcla de poesía y prosa. Son los manuscritos reunidos por sir Robert Cotton, que en la actualidad están en el Museo Británico. En éste se encuentra conservado el  Beowulf .

La poesía anglosajona no tiene reglas conocidas o sistemática alguna transmitidas por los anglosajones. Todo lo que se sabe sobre ella se basa en el análisis moderno. La primera teoría aceptada con carácter general fue la elaborada por Eduard Sievers (1885) quien distinguía cinco pautas de aliteración distintas. La teoría de John C. Pope (1942) usa notaciones musicales que han tenido cierta aceptación; cada pocos años una nueva teoría surge y el tema continúa siendo muy debatido.
La mejor explicación de la poesía en inglés antiguo sigue siendo la de Sievers sobre el verso aliterativo. El sistema se basa en el acento, la aliteración, la cantidad de vocales, y las pautas de acentuación silábica. Consiste en cinco combinaciones sobre la base de un esquema de verso. El sistema es heredado y subsiste, de una u otra manera, en todos las lenguas germánicas antiguas. 

### Rasgos estilísticos de la poesía anglosajona
La poesía anglosajona, sea épica, sea religiosa, comparte los mismos rasgos estilísticos. Está compuesta en largos versos de arte mayor, sin rima. Cada uno de los versos posee una aliteración. Los símiles son relativamente escasos. Este rasgo en particular del estilo poético anglosajón es consecuencia de su estructura y de la rapidez con la que las imágenes se suceden unas a otras, siendo incapaces de desarrollar largamente una comparación. Beowulf, por ejemplo, contiene como mucho cinco símiles, y además son breves.
Por contraste, la poesía anglosajona depende fuerte y extensamente de la metáfora, particularmente la que se logra a través del uso de “kennings”. El kenning es un tipo de sinónimo, una característica perífrasis metafórica, una expresión formularia para describir una cosa en relación con otra. Así, en el Beowulf, el mar es el camino del cisne o el reino del viento.
La segunda figura poética más usada es la lítotes, que actúa como un eufemismo dramático para producir un efecto irónico. Se trata de una atenuación, esto es, una “figura que consiste en no expresar todo lo que se quiere dar a entender, sin que por esto deje de ser bien comprendida la intención de quien habla. Se usa generalmente negando lo contrario de aquello que se quiere afirmar”.
Es un rasgo propio del rápido estilo dramático de la poesía anglosajona que no tiende a ornamentaciones rebuscadas como la que se encuentra, por ejemplo, en la literatura celta del mismo período. Donde un poeta celta describiría algo usando 3 o 4 símiles, un poeta anglosajón introduciría un “kenning” y seguiría rápidamente adelante.
El vocabulario poético que usan los poemas es extenso y especializado.
La poesía en inglés antiguo era un arte oral, y nuestra comprensión de ella en la forma escrita es incompleta. Por ejemplo, el poeta (al que se refieren como el Scop) podía estar acompañado por un arpa, y podía haber otras tradiciones aurales de las que no somos conscientes. 
La poesía representa el menor volumen de los textos supervivientes en inglés antiguo, pero se considera que la cultura anglosajona tuvo una rica tradición de narraciones orales, de las cuales sólo han sobrevivido una minoría.

### Los poetas
La mayor parte de los poetas anglosajones son anónimos; se conoce a doce por su nombre, a partir de fuentes medievales, pero solo hay cuatro que se pueden conocer por su obra en la actualidad, y sólo hasta cierto punto: Caedmon, Beda, Alfredo el Grande y Cynewulf. De estos, sólo Caedmon, Beda y Alfredo tienen biografías conocidas. Cultivaron sobre todo la poesía religiosa.
Caedmon es el más conocido, y se le considera padre de la poesía anglosajona. Vivió en la abadía de Whitby en Northumbria en el siglo VII. Sólo se conserva de él un poema de nueve líneas, titulado «Himno», que es también el texto más antiguo en inglés. 
Cynewulf es una figura difícil de identificar, pero investigaciones recientes sugieren que vivió en la primera parte del siglo IX. Se le atribuyen una serie de poemas, entre los que son seguros por estar firmados «The Fates of the Apostles» y «Elene» (ambos en el Libro de Vercelli); y «Christ II» y «Juliana» (ambos en el Libro de Exeter).
A Aldhelmo, obispo de Sherborne (m. 709), se le conoce a través de Guillermo de Malmesbury. Ha sobrevivido mucha de su prosa en latín, pero nada de sus obras en anglosajón.

### Poemas heroicos

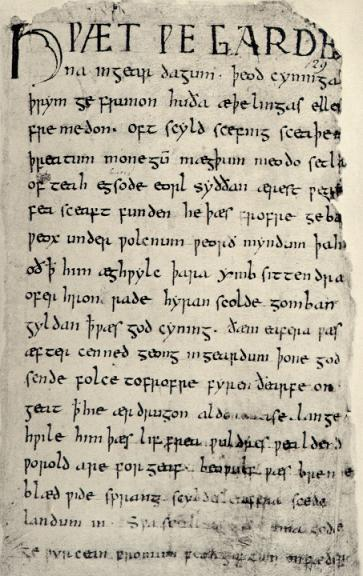
Primera página de Beowulf, contenido en el dañado códice Nowell.

La poesía en inglés antiguo es la que ha recibido mayor atención. Trata de héroes germanos del pasado. La más larga (3182 versos), y más importante, es Beowulf, que se conserva en un solo manuscrito, el dañado códice Nowell o «Cotton Vitellius A.xv». Narra la historia del legendario héroe gauta, Beowulf que da título al poema.  La historia transcurre en Escandinavia, en Suecia y Dinamarca, y probablemente la narración es de origen escandinavo. La historia es biográfica y marca el estila de la mayor parte de poesía anglosajona restante. Ha obtenido el estatus de epopeya nacional, al mismo nivel que la Ilíada en griego, el Cantar de los Nibelungos en alemán, la Canción de Roldán en francés o el Cantar de mio Cid en español. Suscita el interés de historiadores, antropólogos, críticos literarios y estudiantes de todo el mundo.
Existen otros poemas épicos, además de Beowulf. Dos poemas heroicos han sobrevivido en fragmentos: 
- El denominado «fragmento de Finnsburg», que narra escenas de una batalla que también aparece en Beowulf (el denominado «episodio de Finn», el «cantar» sobre el reducto o burgo de Finn, versos 1063 al 1159, aunque esta relación con Beowulf se debate mucho).
- Waldere o Wálder, una versión de los acontecimientos en la vida de Walter de Aquitania, rehén de Atila, rey de los hunos. Dos fragmentos de este poema se encontraron en 1860 entre la encuadernación de un libro de la Biblioteca Real de Copenhague. En origen debió ser tan largo como Beowulf. La vida de Walter se ha conservado a través de otras fuentes medievales.

Otros dos poemas mencionan figuras heroicas:
- Widsith, que ha sido traducido al español como Wídsid, el viajero lejano o Largo viaje. Se cree que algunas de sus partes son realmente muy antiguas, pues menciona hechos ocurridos en el siglo IV, relacionados con Hermanarico y los godos, y contiene un catálogo de pueblos, grandes héroes y lugares con ellos asociados. Un poeta va recitando los lugares y los señores que ha visitado en su vagabundeo. Acaba siendo una lista de nombres germánicos.
- El lamento de Déor es un poema lírico, en el estilo de la Consolación de la filosofía, aplicando ejemplos de héroes famosos, entre los que se incluyen Wéland y Hermanarico, al caso del propio narrador, Déor, un poeta cortesano que ha sido apartado de su señor y para consolarse recuerda las desgracias ocurridas a otros personajes en el pasado y que su desgracia, al final acabará.

La Crónica anglosajona contiene varios poemas heroicos insertados en su texto. El más temprano es de 937 y se llama «La batalla de Brunanburh» (The Battle of Brunanburh), que celebra la victoria del rey Athelstan, nieto de Alfredo el Grande, sobre los noruegos y los escotos. Hay cinco poemas más cortos: la captura de los Cinco Burgos (942); coronación del rey Edgar (973); muerte del rey Edgar (975); muerte del príncipe Alfredo (1036); y muerte del rey Eduardo (1065).
El poema de 325 versos La batalla de Maldon (Battle of Maldon) o, simplemente, Maldon constituye, junto a La batalla de Brunanburh y La batalla de Finnsburg, el trío sobre batallas en las que se canta a los guerreros, la lucha y la gloria en la batalla, representando en este sentido el reflejo más directo de esta ideología sobre el heroísmo guerrero propia de los pueblos germánicos. Maldon celebra el enfrentamiento en el que cayeron el eorl Byrhtnoth de Essex y sus hombres frente a una partida de vikingos daneses en 991. Debió escribirse poco después de la batalla. Se considera que es uno de los mejores, pero faltan tanto el principio como el final y el único manuscrito en el que se conservaba resultó destruido por el fuego en 1731. Al final del poema hay un discurso muy conocido:
| El pensamiento debe ser lo más enérgico, el corazón lo más animoso, el coraje mayor, conforme más desfallecen nuestras fuerzas. Aquí yace nuestro líder, el valiente caudillo sobre el polvo; puede que lo lamente siempre aquel que hoy flaquee y abandone la lucha. Soy viejo, yo no me marcharé, aquí pienso dar la vida permaneciendo junto a mi señor, junto a mi amado señor. --(Batalla de Maldon) |

La poesía heroica anglosajona fue transmitida de generación en generación oralmente. Conforme el cristianismo fue implantándose, los narradores iban introduciendo cuentos o figuras cristianas en las antiguas historias heroicas.

### Poemas de sabiduría
En relación con estos cuentos heroicos hay un número de breves poemas en el Libro de Exeter que se han llamado "poesía de la sabiduría ", constituyendo lo más valioso de la poesía lírico-elegíaca inglesa.  Son poemas líricos y boecianos en su descripción de la variación de la fortuna, la caducidad de las cosas de este mundo; la vida es considerada un accidente desgraciado por los narradores, fatalistas pero a un tiempo valerosos y decididos. Su tono es muy semejante al El Lamento de Déor, con el que se conservan en el Libro de Exeter.
- La Ciudad ruinosa (The Ruin o The ruined burg). Poema de tono sombrío que narra la decadencia de la ciudad de Bath, gloriosa en tiempos de los romanos. La isla de Gran Bretaña sufrió una profunda decadencia después de la marcha de los romanos a principios del siglo V.
- The Wanderer, que ha sido traducido como Errante o El Viajero Errante. Tiene el mismo tono melancólico que la anterior. Un viejo cuenta un ataque que sufrió cuando era joven, en el que murieron todos sus amigos y parientes; recuerdos de aquella carnicería lo han acompañado el resto de su vida. Se pregunta por la sabiduría de decidir impetuosamente entregarse a una batalla sobre una fuerza posiblemente superior: el hombre sabio se entrega a la guerra para preservar la sociedad civil, y no debe apresurarse a entablar batalla, sino buscar aliados cuando las posibilidades puedan estar en su contra. Este poeta encuentra poca gloria en la bravura por sí misma. Es el más coherente de estos poemas.
- The Seafarer (Marino o El navegante). Es la historia de un sombrío exilio en el mar. La única posibilidad de redención son los gozos del cielo. Al principio relata los peligros del mar, pero después admite su irresistible llamada, su vocación por la aventura marinera; más tarde pasa a hablar de lo perecedero de las cosas humanas, en un tono semejante a las homilías. Sobre el sentido de esta poesía se han formulado teorías diversas.
- Wulf y Édwacer (Wulf and Eadwacer). Es un poema sobre la añoranza del amor, puesto en boca de una mujer que añora al amado. Presenta algún problema de interpretación. En principio, parece existir una dualidad entre Wolf, el amado lejano, y Édwacer, su esposo; pero puede interpretarse también como que son la misma persona, llamando “Wolf” (lobo) al esposo.
- El Lamento de la esposa (The Wife's Lament). Es un poema semejante al anterior. Aquí una esposa llora sus desgracias y añora a su amado, que ha tenido que partir al exilio.
- El Mensaje del Marido (The Husband's Message).

El rey Alfredo escribió un poema de sabiduría a lo largo de su reinado basado en la filosofía neoplatónica de Boecio, titulado el Lays of Boethius.

### Poesía clásica y latina
Varios poemas en inglés antiguo son adaptaciones de textos filosóficos de la antigüedad tardía. El más largo es una traducción del siglo X de la obra de Boecio Consolación de la filosofía contenida en el manuscrito Cotton. Otro es el poema El fénix (The Phoenix) en el Libro de Exeter, una alegoría de la obra de Lactancia titulada De ave phoenice.
Otros poemas cortos derivan de la tradición de los bestiarios latinos tales como La pantera (The Panther), La ballena (The Whale) y La perdiz (The Partridge).

### Poesía religiosa

#### Vidas de santos
El Libro de Vercelli y el de Exeter contienen cuatro largos poemas narrativos sobre vidas de santos, o hagiografías. En el Libro de Vercelli están Andrés (Andreas) y Elena y en el de Exeter están Guthlac y Juliana.
- Andrés (Andreas) es un poema de 1.722 versos, y el más cercano estilísticamente a poemas heroicos como Beowulf. Es la historia de San Andrés y su viaje para rescatar a san Mateo de los mirmidones, tarea que al principio es reacio a asumir. Es un poema de aventuras, presentando el héroe cristiano todas las cualidades de los héroes guerreros.
- Elena (Elene) relata el hallazgo de la cruz por santa Elena, madre de Constantino I el Grande. Este es un poema al servicio del culto a la Vera Cruz, muy popular en la Inglaterra anglosajona.
- Guthlac es en realidad dos poemas sobre el santo inglés Guthlac (siglo VII).
- Juliana trata del martirio de la santa de este nombre, Juliana de Nicomedia.

#### Paráfrasis bíblicas
El manuscrito Junius contiene tres paráfrasis de textos del antiguo Testamento. Son relatos de estos pasajes bíblicos, no traducciones exactas, y a veces crean de este modo muy bellas poesías. La primera y más larga es del Génesis. Las otras dos son del Éxodo y Daniel.
El manuscrito Cotton (Nowell Codex) contiene una paráfrasis bíblica, que aparece justo después de Beowulf, titulado Judith, una larga y apasionante narración de la historia de Judith y cómo da muerte al tirano Holofernes. No debe confundirse con la homilía compuesta por Aelfrico, Judith, que cuenta la misma historia en prosa aliterada.
Se conservan los salmos 51-150, siguiendo una versión en prosa de los primeros cincuenta salmos. Se cree que una vez hubo un salterio completo basándose en la evidencia, pero solo han sobrevividos los 150 primeros.
Hay una serie de traducciones versificadas de Gloria in excelsis, el Padre nuestro, y el Símbolo de los Apóstoles, así como cierto número de himnos y proverbios.

#### Poemas religiosos
Además de las paráfrasis bíblicas se conservan varios poemas religiosos originales, en su mayoría líricos, no narrativos.
El Libro de Exeter contiene una serie de poemas titulados  Christ (‘Cristo’), dividido en «Christ  I» (anónimo), «Christ II» (de Cynewulf, sobre la ascensión de Cristo) y «Christ III» (anónimo).
Uno de los más hermosos poemas de todos los poemas anglosajones es el «Sueño de la Cruz» (conocido por su nombre en inglés moderno como The Dream of the Rood), contenido en el Libro de Vercelli. Es una visión onírica de Cristo en la cruz, con la cruz personificada que se aparece en sueños al poeta y le cuenta el papel, no deseado por ella, que tuvo en la crucifixión:
| "Soporté gran dureza sobre aquella colina. Vi al Dios de los espíritus cruelmente estirado. La oscuridad cubrió de nubes el cuerpo del Señor, el brillante resplandor. Avanzó una sombra, oscura bajo los cielos. Lloró toda la creación, lamentaron la muerte del rey. Cristo estaba en la cruz." --(Sueño de la cruz) |

El soñador decide confiar en la cruz, y el sueño acaba con una visión celestial.
Hay varios poemas religiosos de debate. El más largo es Cristo y Satanás (Christ and Satan) en el manuscrito Junius, que se refiere al conflicto entre Cristo y Satanás durante los cuarenta días en el desierto. Otro poema de debate es Salomón t Saturno (Solomon and Saturn), que sobrevive en varios fragmentos, Saturno es representado como un mago, debatiendo con el sabio rey Salomón.

### Otros poemas
Otras formas poéticas existieron en el antiguo inglés, incluyendo adivinanzas o enigmas versificados, de las que el Libro de Exeter conserva noventa y nueve y eran un pasatiempo más culto que vulgar. No se proporcionan las respuestas, algunos de ellos permanecen sin resolver y algunas de las respuestas son obscenas.
Además, hay versos cortos en los márgenes de los manuscritos que ofrecen consejos prácticos y conjuros, remedios contra la pérdida del ganado, cómo manejar un parto que se retrasa, para un enjambre de abejas, etc. El más largo se llama Encanto de las nueve hierbas y es posiblemente de origen pagano.
Hay, finalmente, una serie de poemas nemotécnicos para recordar largas listas de nombres. Estos poemas se llaman Menologium, Los Hechos de los Apóstoles, El Poema de las Runas, Las estaciones para ayunar, y las Instrucciones para cristianos.

## Prosa
Queda cuantitativamente mucha más prosa que poesía anglosajona. Y la mayoría de esta prosa son sermones y las traducciones de obras religiosas en latín. Aparece por vez primera en el siglo IX y continúa escribiéndose hasta el siglo XII. 

### Prosa religiosa
El autor más conocido en anglosajón fue el rey Alfredo (849-899), que tradujo muchos libros del latín al inglés antiguo. Estas traducciones incluyen: una traducción de la Cura Pastoralis de Gregorio Magno llamada en inglés The Pastoral Care, una manual para que los sacerdotes aprendieran a cumplir sus obligaciones; Consolación de la filosofía de Boecio; y las Confesiones de San Agustín.  Alfredo fue también responsable de la traducción de cincuenta salmos al inglés antiguo.  Otras importantes traducciones al inglés antiguo se llevaron a cabo por impulso del rey, entre las que se cuentan: La Historia del mundo de Orosio, una obra que acompaña a la obra de Agustín de Hipona Ciudad de Dios; los Diálogos de Gregorio Magno; y la Historia eclesiástica del pueblo inglés de Beda.
Aelfrico, escribió en el siglo X y principios del XI, siendo alumno de la escuela monacal de Winchester. Destacó por encima de los demás prosistas en cantidad y calidad. Fue el mayor y más prolífico escritor de Homilías, que se siguieron usando y adaptando hasta entrado el siglo XIII. También escribió Vidas de santos, un libro sobre el cómputo del tiempo, cartas pastorales, traducciones de los primeros seis libros de la Biblia, glosas y traducciones de otras partes de la Biblia como Proverbios, Libro de la Sabiduría y Eclesiástico.
A la misma altura que Aelfrico, y contemporáneo suyo, fue Wulfstan, arzobispo de York. Sus sermones tenían un gran estilo. Su obra más conocida es el Sermón del lobo (Sermo Lupi ad Anglos o  A Sermón of the Wolf, en el que considera que las invasiones vikingas son un castigo por los pecados del pueblo inglés y la debilidad del monarca Aethelred. Escribió un número de textos jurídicos eclesiásticos, entre ellos Institutes of Polity y Canons of Edgar.
Uno de los primeros textos en prosa anglosajona es el Martirologio, información sobre santos y mártires de acuerdo con sus aniversarios y fiestas en el calendario eclesiástico. Ha sobrevivido en seis fragmentos. Se cree que data del siglo IX y que es obra de un autor de Mercia.
La colección más antigua de sermones eclesiásticos está constituida por las Blickling homilies en el Libro de Vercelli y data del siglo X. 
Hay varias obras en prosa con vidas de santos. Además de las escritas por Aelfrico está la vida en prosa de san Guthlac, contenida en el Libro de Vercelli, la vida de santa Margarita y la de san Chad. Hay cuatro vidas en el manuscrito Junius: los siete durmientes de Éfeso, santa María Egipciaca, san Eustacio y san Eufrosino.
Hay muchas traducciones de fragmentos bíblicos. Aelfrico tradujo los primeros seis libros de la Biblia (el Hexateuco). Hay una traducción de los Evangelios. El más popular fue el Evangelio de Nicodemo, otros incluyen el Evangelio del pseudo-Mateo, Vindicta salvatoris, Visión de san Pablo y el Apocalipsis de Tomás".
Uno de los conjuntos más amplios de textos anglosajones viene constituido por los textos jurídicos guardados por las instituciones religiosas. Incluyen todo tipo de textos: registro de las donaciones efectuadas por los nobles, testamentos, documentos de emancipación, listas de libros y reliquias, pleitos o reglas de los gremios. Todos estos textos proporcionan valiosos datos sobre la historia social de los tiempos anglosajones, pero también tienen su valor literario. Por ejemplo, algunos de los pleitos son interesantes por el uso de la retórica. 

### Prosa laica
La Crónica Anglosajona se empezó probablemente en tiempos del rey Alfredo y continuó durante 300 años como un registro histórico de la época anglosajona.
Sólo ha sobrevivido un ejemplo de romance clásico, es un fragmento de una traducción latina de Apolonio de Tiana por Filostrato (220 a. C.), del siglo XI.
Un monje que escribió en anglosajón al mismo tiempo que Aelfrico y Wulfstan fue Byrhtferth de Ramsey, cuyos libros Handboc y Manual eran estudios de matemática y retórica.

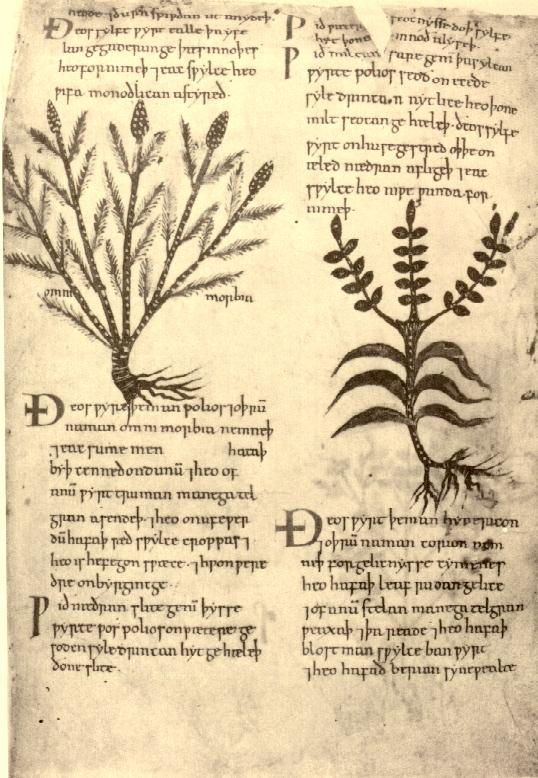
Página del Herbarium Apulei, un herbario en anglosajón, en el manuscrito Cotton Vitellius C, h. S. IX-X.

Aelfrico escribió dos obras neocientíficas, Hexameron e Interrogationes Sigewulfi, que tratan de historias de la Creación. Escribió también una gramática y un glosario en inglés antiguo titulado Latin, más tarde usado por los estudiantes interesados en aprender francés antiguo, pues fue glosado en ese idioma.
Sobreviven muchas reglas y cálculos para determinar los días festivos, y tablas para calcular las mareas y la fase de la luna.
En el manuscrito Cotton (Nowell Codex) hay un texto de Las Maravillas de Oriente que incluye un destacado mapa del mundo, y otras ilustraciones. También contiene este manuscrito una Carta de Alejandro a Aristóteles. Dado que es el mismo manuscrito que contiene Beowulf, algunos eruditos especulan con la posibilidad de que fuera una colección de materiales sobre lugares y criaturas exóticos.
Se conservan varias obras sobre Medicina de interés. Hay una traducción de la obra de Apuleyo Herbarium con llamativas ilustraciones, encontradas junto a Medicina de Quadrupedibus. Una segunda colección de textos es Bald's Leechbook, un libro del siglo X que contiene curas con hierbas e incluso quirúrgicas. Una tercera colección se conoce como Curaciones (Lacnunga), que se refiere a conjuros, encantamientos, y magia blanca.
Los textos legales anglosajones constituyen una parte amplia e importante del conjunto general conservado. Para el siglo XII se habían ordenado en dos grandes colecciones (véase Textus Roffensis). Incluyen leyes de los reyes, comenzando por aquellas de Aethelbert de Kent, y textos referidos a casos específicos y lugares en el país. Un ejemplo interesante es Gerefa que describe las obligaciones de un baile o juez local. 

## Historiografía
La literatura en inglés antiguo no desapareció en 1066 con la conquista normanda. Muchas homilías y obras siguieron leyéndose y siendo usados total o parcialmente hasta el siglo XIV, y más adelante fueron catalogadas y organizadas. Durante la Reforma, cuando las bibliotecas de los monasterios se dispersaron, los manuscritos fueron coleccionados por anticuarios y eruditos. Entre ellos cabe citar a Laurence Nowell, Matthew Parker, Robert Bruce Cotton y Humfrey Wanley. En el siglo XVII comenzó una tradición de diccionarios y referencias a la literatutra literatura en inglés antiguo. El primero fue el de William Somner: Dictionarium Saxonico-Latino-Anglicum (1659). El lexicógrafo Joseph Bosworth comenzó un diccionario en el siglo XIX que fue acabado por Thomas Northcote Toller en 1898 titulado An Anglo-Saxon Dictionary, que fue puesto al día por el poeta Alistair Campbell en 1972.
Dado que el inglés antiguo fue uno de los primeros lenguajes vernáculos escritos, los eruditos del siglo XIX que buscaban las raíces de una “cultura nacional” europea (véase Nacionalismo romántico) sintieron un especial interés en estudiar la literatura anglosajona, y el inglés antiguo se convirtió en parte usual del currículo universitario. Desde la Segunda Guerra Mundial ha crecido el interés por los manuscritos en sí —Neil Ker, un paleógrafo, publicó el Catálogo de Manuscritos en anglosajón (Catalogue of Manuscripts Containing Anglo-Saxon) en 1957, y para el año 1980 casi todos los textos manuscritos anglosajones habían sido impresos. A J. R. R. Tolkien se le considera responsable de crear un movimiento para mirar el inglés antiguo como un sujeto de teoría literaria en su conferencia seminal Beowulf: The Monsters and the Critics (1936).
La literatura inglesa antiguo ha influido en la literatura moderna. Beowulf ha sido traducido al inglés moderno por William Morris y el premio Nobel Seamus Heaney (2000); Ezra Pound tradujo el poema El Navegante. La influencia de la poesía puede verse en poetas modernos como T. S. Eliot, Ezra Pound y W. H. Auden. Gran parte de los temas y la terminología de la poesía heroica puede verse en El hobbit, El Señor de los Anillos y muchas otras.